# Дарида, Клелио
Кле́лио Да́рида (итал. Clelio Darida; 3 мая 1927, Рим — 11 мая 2017, Рим) — итальянский государственный деятель, мэр Рима (1969—1976), министр в составе девяти итальянских правительств (1980—1987).

## Биография

### Политическая карьера
С июня 1960 по 1976 год входил в коммунальный совет Рима в качестве депутата от Христианско-демократической партии, с 17 июля 1962 по 17 марта 1964 года являлся асессором городской администрации.
С 1963 по 1970 год состоял во фракции ХДП Палаты депутатов 4-го и 5-го созывов (21 октября 1970 года была принята его досрочная отставка).
30 июля 1969 года коммунальный совет избрал Дарида мэром Рима, новый состав совета переизбрал его 7 августа 1971 года.
17 марта 1972 года Дарида вновь был переизбран после отставки. 6 августа 1974 года ушёл в отставку, с 28 ноября 1974 года вновь вступил в должность. 
6 мая 1976 года ушёл в отставку, обязанности мэра перешли к асессору городского правительства Джованни Старита.
С 1976 по 1992 год состоял во фракции ХДП Палаты депутатов с 7-го по 10-й созыв.
В первом правительстве Франческо Коссиги — младший статс-секретарь Министерства внутренних дел Италии с 8 августа 1979 года по 14 января 1980 года и министр без портфеля по связям с парламентом с 14 января по 4 апреля 1980 года.
Во втором правительстве Коссиги — министр почт и телекоммуникаций с 4 апреля по 18 октября 1980 года.
В первом правительстве Арнальдо Форлани — министр без портфеля по государственному управлению с 18 октября 1980 по 28 июня 1981 года.
Министр помилования и юстиции в первом правительстве Форлани с 23 мая по 28 июня 1981 года, затем по 23 августа 1982 года — в первом правительстве Спадолини, по 1 декабря 1982 года — во втором правительстве Спадолини и по 4 августа 1983 года — в пятом правительстве Фанфани.
Министр государственного участия в экономике Италии с 4 августа 1983 по 1 августа 1986 года в первом правительстве Беттино Кракси, затем до 17 апреля 1987 года — во втором правительстве Кракси и до 28 июля 1987 года — в шестом правительстве Фанфани.

### Юридическое преследование
7 июня 1993 года был арестован в рамках операции «Чистые руки». Арест был произведён на основании показаний сотрудника FIAT Умберто Белльяцци, относившихся к событиям 1987 года, когда Дарида был министром государственного участия. Обвинение было сформулировано как «заговор с целью коррупции и нарушение закона о финансировании партий», но после переноса судебного процесса из Милана в Рим Белльяцци от своих показаний отказался, заявив, что обвинил бывшего министра из страха оказаться в тюрьме.
20 марта 1997 года апелляционный суд Рима вынес решение о выплате ему 100 млн лир в качестве компенсации за незаконное содержание в заключении в период до 9 сентября 1993 года. 

### Возрождение христианской демократии
1 октября 2006 года в Риме на заседании Национального совета партии «Христианская демократия за автономии» её лидер Публио Фьори объявил о расколе и, в перспективе, прекращении её существования. Одновременно было провозглашено рождение партии «Возрождение христианской демократии» (Rifondazione Democristiana), национальным секретарём которой был избран Фьори, а председателем — Клелио Дарида.
30 марта 2012 года Дарида организовал созыв в Риме собрания членов последнего состава Национального совета Христианско-демократической партии 1994 года с целью её воссоздания. В юридическое обоснование этого политического проекта был положен вердикт кассационного суда, гласящий, что решение о самороспуске исторической партии не имеет законной силы, поскольку её последний национальный секретарь Мино Мартинаццоли не инициировал в своё время съезд по данному вопросу, а ограничился резолюцией партийного руководства. В собрании 30 марта участвовали, помимо самого Мартинаццоли, также Сильвио Лега, Северино Читаристи и другие. Организаторы мероприятия в период его подготовки дважды обращались к последнему президенту ХДП Розе Руссо-Ерволино с призывом созвать национальную ассамблею старой ХДП, но не добились успеха и приняли инициативу на себя.
11 мая 2017 года умер в своём доме в Риме, в окружении жены Вильмы и дочерей — Элизабетты и Федерики.

## Награды
- Большой крест ордена «За заслуги перед Итальянской Республикой» (8 декабря 1971)[11].